# Microsporum gypseum
Microsporum gypseum é um parasita fúngico de pele (Dermatófito). Ele pertence ao grupo dos fungos geófilos, que ocorrem naturalmente no solo e são transmitidos a partir dele. A dermatofitose por Microsporum gypseum  pode ocorrer tanto em pessoas quanto em cavalos, e até, raramente, em gatos
Na superfície do solo, o fungo leva à formação de colônias brancas e de aspecto macio. Na microscopia, é possível observar hifas  septadas e microconídios de parede fina. É possível observar também macroconídeos em grande número, de formado fusiforme com dimensões de 8–16×22–60 µm, simétricos, com parede fina e possuindo, no máximo, 6 células. Suas pontas são arredondadas.